# 1967年のラジオ (日本)
1967年のラジオ (日本)では、1967年の日本のラジオ番組、その他ラジオ界の動向について記す。

## 主な番組関連の出来事
- 8月15日 - TBSが終戦記念日のこの日、ミニ番組『昼の話題』（1970年4月13日から『秋山ちえ子の談話室』に番組名を変更（2002年10月4日に終了））の中で、担当の秋山ちえ子が、土家由岐雄作の「かわいそうなぞう」の朗読を行い、以後毎年この日前後に朗読するようになる。『秋山ちえ子の談話室』放送終了以後も、『大沢悠里のゆうゆうワイド』内で朗読し、2015年の放送まで続いた[注釈 1]。

## コールサイン整理
この年は11月1日付で当時3年に1度の放送局免許更新が行われたが、この時親局でUHF（極超短波）を使う民放テレビ局の大量開局に備え、NHKを対象としたコールサイン（呼出符号）の大規模整理が行われた。
後の「首都圏局」に相当する局を含む当時70あった放送局のうち、兵庫・姫路局を除くラジオ第1放送を行っていた放送局だけにコールサインを残し、それ以外の中継局のコールサインが廃止された。
整理対象となったのは以下の通り。テレビも対象となったケースも含める。
| 管轄放送局 | 整理対象中継局 | 整理対象中継局 | 廃止符号 | 備考 |
| ---------- | -------------- | -------------- | -------- | --- |
| 旭川       | 稚内           | 総合放送       | JOIQ     | 1982年更新時に同一道内の室蘭局に転用。総合テレビにもコールサインが付与されていた                                |
| 旭川       | 稚内           | 教育放送       | JOIY     | 後に岩手朝日テレビに転用。また教育テレビにもコールサインが付与されていたほか、豊前中津第1中継局からの転用だった |
| 旭川       | 名寄           | 総合放送       | JOCY     | 後にさくらんぼテレビジョンに転用                                                                                |
| 旭川       | 名寄           | 教育放送       | JOAZ     | 1982年更新時に佐世保局に転用                                                                                    |
| 旭川       | 留萌           | 総合放送       | JOIX     | 「-TV」は当初から讀賣テレビ放送に付与されていた                                                                 |
| 旭川       | 留萌           | 教育放送       | JOCI     | 後にテレビ愛知に転用                                                                                            |
| 釧路       | 根室           | 総合放送       | JOPQ     | |
| 釧路       | 根室           | 教育放送       | JOPS     | |
| 仙台       | 気仙沼         | 総合放送       | JOHS     | 後に北海道放送留萌ラジオ局に転用。一時廃止の後復活していた                                                      |
| 仙台       | 気仙沼         | 教育放送       | JOHU     | 後にエフエム長崎に転用。一時廃止の後復活していた                                                                |
| 秋田       | 大館           | 総合放送       | JOUT     | 一時廃止の後復活していた                                                                                        |
| 秋田       | 大館           | 教育放送       | JOUV     | 後にエフエム滋賀に転用。一時廃止の後復活していた                                                                |
| 山形       | 米沢           | 総合放送       | JOJQ     | |
| 山形       | 米沢           | 教育放送       | JOJZ     | |
| 山形       | 新庄           | 総合放送       | JOJS     | |
| 山形       | 新庄           | 教育放送       | JOJT     | |
| 盛岡       | 釜石           | 総合放送       | JOQS     | 後に北海道放送根室ラジオ局に転用。一時廃止の後復活していた                                                      |
| 盛岡       | 釜石           | 教育放送       | JOQT     | 同一県内の宮古第1中継局からの転用だった                                                                         |
| 福島       | 会津若松       | 総合放送       | JOFT     | 総合テレビにもコールサインが付与されていた                                                                      |
| 福島       | 会津若松       | 教育放送       | JOHY     | 教育テレビにもコールサインが付与されていた。薩摩川内第1中継局からの転用だった                                   |
| 長野       | 小諸           | 総合放送       | JONQ     | |
| 長野       | 小諸           | 教育放送       | JONZ     | |
| 長野       | 飯田           | 総合放送       | JOSQ     | |
| 長野       | 飯田           | 教育放送       | JOSZ     | |
| 長野       | 岡谷諏訪       | 総合放送       | JOSU     | 後にエフエム熊本に転用。肥前唐津第1中継局からの転用だった                                                       |
| 長野       | 岡谷諏訪       | 教育放送       | JOSI     | 後に静岡朝日テレビに転用                                                                                        |
| 新潟       | （上越）高田   | 総合放送       | JOQX     | 後に高知さんさんテレビに転用。同一県内の長岡第1中継局からの転用だった                                           |
| 新潟       | （上越）高田   | 教育放送       | JOQV     | 後にZIP-FMに転用                                                                                                |
| 甲府       | 富士吉田       | 総合放送       | JOYP     | |
| 金沢       | 七尾           | 総合放送       | JOJU     | 後にエフエム仙台に転用                                                                                          |
| 金沢       | 七尾           | 教育放送       | JOJV     | 後にエフエム大分に転用                                                                                          |
| 福井       | 小浜           | 総合放送       | JOFY     | |
| 福井       | 小浜           | 教育放送       | JOFQ     | |
| 福井       | 敦賀           | 総合放送       | JOFT     | |
| 福井       | 敦賀           | 教育放送       | JOFZ     | |
| 津         | （伊賀）上野   | 総合放送       | JOCT     | 親局は名古屋 |
| 津         | 尾鷲           | 総合放送       | JOCU     | 後にエフエム愛知に転用。親局は名古屋                                                                            |
| 津         | 尾鷲           | 教育放送       | JODS     | 親局は名古屋 |
| 京都       | 舞鶴           | 総合放送       | JOOQ     | |
| 京都       | 舞鶴           | 教育放送       | JOOZ     | 親局は大阪 |
| 京都       | 福知山         | 総合放送       | JOOT     | |
| 京都       | 福知山         | 教育放送       | JOOS     | 親局は大阪 |
| 神戸       | 豊岡           | 総合放送       | JOBU     | 後にエフエム大阪に転用。親局は大阪                                                                              |
| 神戸       | 豊岡           | 教育放送       | JOBV     | 親局は大阪 |
| 和歌山     | 田辺           | 総合放送       | JOBT     | 親局は大阪 |
| 和歌山     | 田辺           | 教育放送       | JOTD     | 親局は大阪 |
| 和歌山     | 新宮           | 総合放送       | JOBQ     | 親局は大阪 |
| 和歌山     | 新宮           | 教育放送       | JOBY     | 親局は大阪 |
| 岡山       | 津山           | 総合放送       | JOKU     | 後に静岡エフエム放送に転用                                                                                      |
| 岡山       | 津山           | 教育放送       | JOKT     | |
| 岡山       | 新見           | 総合放送       | JOKI     | 後にテレビユー福島に転用                                                                                        |
| 岡山       | 新見           | 教育放送       | JOKV     | 後にエフエム京都に転用                                                                                          |
| 松江       | 浜田           | 総合放送       | JOTS     | 後に北海道放送稚内ラジオ局に転用。同一県内の益田第2中継局からの転用だった                                       |
| 松江       | 浜田           | 教育放送       | JOTT     | 一時廃止の後復活していた                                                                                        |
| 松江       | 益田           | 総合放送       | JOTU     | 後に横浜エフエム放送に転用                                                                                      |
| 鳥取       | 倉吉           | 総合放送       | JOLS     | |
| 鳥取       | 倉吉           | 教育放送       | JOLT     | |
| 山口       | 萩             | 総合放送       | JOUQ     | 1982年更新時に同一県内の下関局に転用                                                                            |
| 山口       | 萩             | 教育放送       | JOUZ     | 1982年更新時に同一県内の下関局に転用                                                                            |
| 松山       | 新居浜         | 総合放送       | JOZQ     | |
| 松山       | 新居浜         | 教育放送       | JOZZ     | |
| 松山       | 今治           | 総合放送       | JOZT     | |
| 松山       | 宇和島         | 総合放送       | JOZU     | 後に長野エフエム放送に転用                                                                                      |
| 松山       | 宇和島         | 教育放送       | JOZY     | |
| 松山       | 八幡浜         | 総合放送       | JOZS     | |
| 松山       | 八幡浜         | 教育放送       | JOZI     | 後に熊本朝日放送に転用                                                                                          |
| 松山       | 城辺           | 総合放送       | JOZV     | |
| 松山       | 城辺           | 教育放送       | JOZX     | |
| 高知       | 中村           | 総合放送       | JORQ     | |
| 高知       | 中村           | 教育放送       | JORY     | 後に琉球朝日放送に転用                                                                                          |
| 高知       | 檮原           | 総合放送       | JORS     | |
| 徳島       | 池田           | 総合放送       | JOXI     | 後に長崎文化放送に転用                                                                                          |
| 徳島       | 池田           | 教育放送       | JOXU     | 後にエフエムラジオ新潟に転用                                                                                    |
| 熊本       | 人吉           | 総合放送       | JOGQ     | 一時廃止の後復活していた                                                                                        |
| 熊本       | 人吉           | 教育放送       | JOGV     | 後にベイエフエムに転用                                                                                          |
| 鹿児島     | （奄美）名瀬   | 総合放送       | JOHI     | 後にテレビ北海道に転用                                                                                          |
| 鹿児島     | （奄美）名瀬   | 教育放送       | JOHV     | 後にエフエム石川に転用。同一県内の阿久根第1中継局からの転用だった                                               |
| 宮崎       | 都城           | 総合放送       | JOMQ     | 一時廃止の後復活していた                                                                                        |
| 宮崎       | 都城           | 教育放送       | JOMU     | 後に同一県内のエフエム宮崎に転用                                                                                |
| 宮崎       | 延岡           | 総合放送       | JOMT     | |
| 宮崎       | 延岡           | 教育放送       | JOMX     | 後に東京メトロポリタンテレビジョンに転用                                                                        |
| 大分       | 日田           | 総合放送       | JOIV     | 後に現・兵庫エフエム放送に転用                                                                                  |
| 佐賀       | 唐津           | 総合放送       | JOSV     | 後にエフエム栃木に転用                                                                                          |

## 商号変更
- 4月1日 - ラジオ中国→中国放送

## 開始番組

### 1967年1月放送開始
STVラジオ
- 9日 - 奥さまおしゃべりジャーナル

東京放送
- 2日 - 永六輔の誰かとどこかで

ニッポン放送
- 1日 - ザ・パンチ・パンチ・パンチ

中部日本放送
- 9日 - ダイマル・ラケットのみんなの歌謡曲

### 1967年2月放送開始
大阪放送
- 1日 - みんなでみんなでリクエスト バンザイ!歌謡曲
- 4日 - 週末です 遊べ半ドン! 歌え半ドン!

### 1967年4月放送開始
NHKラジオ第1放送
- 4日 - ここに生きる
- 6日 - 世界みたまま
- 7日 - ブルルンくん

NHK-FM放送
- 3日 - 朝のリズム

STVラジオ
- 28日 - エレクトーンプロムナード

東京放送
- 16日 - 百万人の音楽

朝日放送
- 10日 - ポップ対歌謡曲

毎日放送
- 10日 - こちらMBSニュースセンター

南海放送
- 開始日不明 - 夜のバラード

### 1967年5月放送開始
朝日放送
- 1日 - 空からこんにちは〜ABCヘリ情報〜

### 1967年6月放送開始
ニッポン放送
- 10日 - 東京ヘリ情報

### 1967年7月放送開始
文化放送
- 1日 - QRスカイレーダー

FM東海
- 4日 - JET STREAM

### 1967年8月放送開始
東京放送
- 1日 - パックインミュージック

### 1967年9月放送開始
大阪放送
- 1日 - 大阪午前0時

### 1967年10月放送開始
NHKラジオ第1放送
- 2日 - 歴史のふるさと

ニッポン放送
- 2日 - オールナイトニッポン

毎日放送
- 2日
  - フラワーポップス
  - MBSヤングタウン
- 8日 - スポーツアンドポップス

九州朝日放送
- 4日 - KBC 今週のポピュラーベスト10

### 1967年11月放送開始
STVラジオ
- 5日 - ポップス・イン・ホッカイドウ